# 萌えっ子フリーきっぷ
萌えっ子フリーきっぷ（もえっこフリーきっぷ）は、北海道苫前郡羽幌町に本社を置く沿岸バスが発売するフリー乗車券である。

## 概要
2009年4月1日発表、同年5月1日より販売開始。北海道のバス会社では初となるオリジナルキャラクターを使った乗車券で、初期には「増毛☆豊富　日本海ふさふさ街道」の副題が添えられていた。きっぷの名称は留萌地方にちなみ、「萌えっ子フリーきっぷ」とした。また、副題は留萌市を南北に貫く国道231号と232号から名付けられ、発表直後より予約が殺到した。
北海道留萌支庁（現留萌振興局）地域振興部がバスで留萌地方の旅をゆっくり楽しむ企画として提案して実現した。きっぷに萌え要素の強いキャラクターをあしらったのは沿岸バスの担当者の趣味といわれるが、キャラクターのデザインにおいては過剰な肌の露出を控えるなど、万人に向けての配慮を行っている。キャラクターは切符の券面のほか、沿岸バスの車両（ラッピング車両）や羽幌沿海フェリーの船体、羽幌町内のバス停各所、札幌駅前の乗車券発売窓口などにも描かれている。
フリーエリア内の沿岸バス指定路線が乗り放題となるほか、羽幌沿海フェリーや沿線施設で提示することにより割引その他特典が受けられる。フリーエリアは広く、北海道宗谷総合振興局管内豊富町・幌延町と留萌振興局管内天塩町・遠別町・初山別村・羽幌町・苫前町・小平町・留萌市（市内線は除く）・増毛町の10市町村に及ぶ。
当初2009年5月1日からの1年間限定の予定で発売されたが、好評だったために翌年以降も新規キャラクターを追加し、「4月1日新デザイン発表、5月1日販売開始」という形で販売を継続している。第3シーズンからは切符の名称が「絶景領域・萌えっ子フリーきっぷ」に変更になり、第4シーズンからは券種に従来の1日券・2日券に加えて新たにワイド2日券（現スキップ2日券）が加わった。
2019年5月で第1シーズンの販売開始から10周年を迎え、2017年5月時点での累計販売数は1万枚を超える。2023年にSNS上で「女性や子どもを性的消費しており、性差別や児童ポルノの観点から許されない」「公共の場にふさわしくない」といった意見が浮上したが、キャラクターが留萌振興局のポスターやチラシに登場したりするなど、留萌の人々の生活にも浸透している。

## 販売期間
- 第1シーズン:2009年5月1日より2010年4月30日まで
- 第2シーズン:2010年5月1日より2011年4月30日まで
- 第3シーズン:2011年5月1日より2012年4月30日まで
- 第4シーズン:2012年5月1日より2013年4月30日まで
- 第5シーズン:2013年5月1日より2014年4月30日まで
- 第6シーズン:2014年5月1日より2015年4月30日まで
- 第7シーズン:2015年5月1日より2016年4月30日まで
- 第8シーズン:2016年5月1日より2017年4月30日まで
- 第9シーズン:2017年5月1日より2018年4月30日まで
- 第10シーズン:2018年5月1日より2019年4月30日まで[10]
- 第11シーズン:2019年5月1日より2020年4月30日まで
- 第12シーズン:2020年5月1日より2021年4月30日まで
- 第13シーズン:2021年5月1日より2022年4月30日まで
- 第14シーズン:2022年5月1日より2023年4月30日まで
- 第15シーズン:2023年5月1日より2024年4月30日まで
- 第16シーズン:2024年6月1日より2025年4月30日まで

## きっぷの種類
概要や販売期間にもある通り、1シーズンの期間は5月1日の新シーズン開始から翌年4月30日のシーズン終了まで。この期間内に乗車券を購入し、券面に日付印が押印された日より使用開始となる。
- 1日券 - 使用開始日のみ有効。
- 2日券 - 使用開始日より連続する2日間に限り有効。
- スキップ2日券 - 使用開始日と翌々日に限り有効。ただし協賛施設での割引特典などは、使用開始日から3日間有効。天売島や焼尻島に渡って滞在する観光客をターゲットにしている。第12シーズンより、ワイド2日券から名称が変更された。

2日券およびスキップ2日券は、4月と5月にまたがっての利用（つまりシーズンをまたいでの利用）はできない。
販売は沿岸バスの各窓口や沿線の委託店舗の他、札幌駅前窓口（じょうてつ委託）と旭川駅前窓口（道北バス委託）、稚内駅前ターミナル窓口（宗谷バス委託）及び通信販売で行っている。かつてはコミックとらのあなでも委託販売していた。

## 運賃
第5シーズンまで
1日券　2,300円
2日券・ワイド2日券　3,200円
第11シーズンまで
1日券　2,370円
2日券・ワイド2日券　3,290円
第12シーズン
1日券　2,500円
2日券・スキップ2日券　3,500円
第13～16シーズン
1日券　2,700円
2日券・スキップ2日券　3,900円
いずれの種別とも小児運賃等の設定はない。

## 乗車可能路線
- 23 留萌別苅線
留萌市立病院 - 留萌駅前 - 留萌十字街 - 旧増毛駅 - 大別苅
- 11 豊富羽幌線
豊富駅 - 幌延深地層研究センター前 - 幌延駅 - 遠別出張所 - 初山別北原野 - 羽幌ターミナル
- 32 豊富幌延線
豊富駅 - 幌延深地層研究センター前
- 12・13 幌延留萌線、14 初山別留萌線、15 羽幌留萌線
幌延深地層研究センター前 - 幌延駅 - 遠別出張所 - 初山別北原野 - 羽幌ターミナル - 上平 - 留萌十字街 - 留萌駅前 - 留萌市立病院
- 16 上平古丹別線、16-B 準急上平古丹別線
上平 - 古丹別

同一停留所区間内であっても、上記以外の路線では使用できない。

## キャラクター

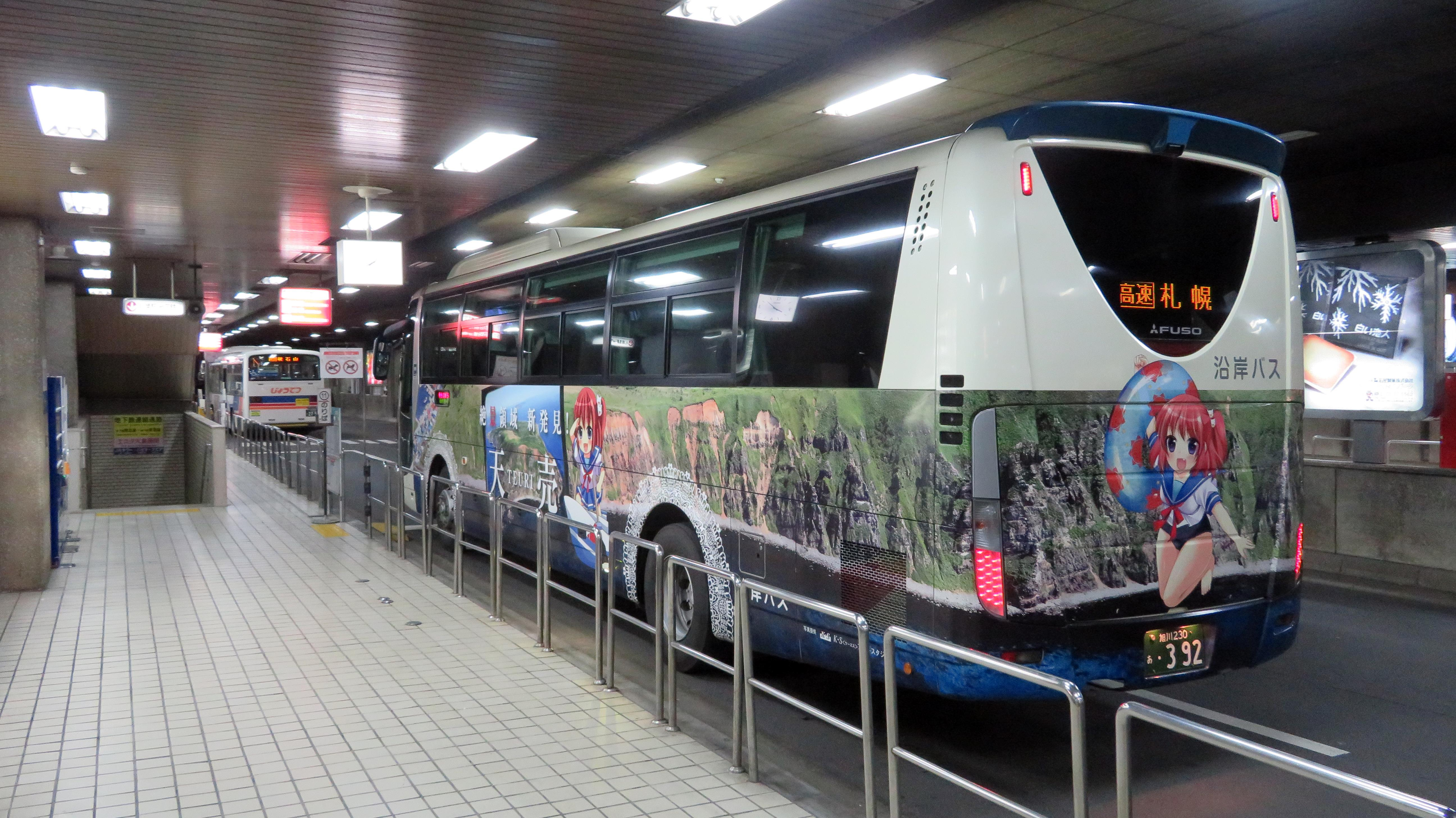
観音崎らいなが描かれた「特急はぼろ号」のラッピング車両（札幌駅バスターミナルにて、2016年9月）

キャラクターデザインは全て、イラストレーターの佐倉はなつみが担当している。
豊岬あゆみ（とよさき あゆみ）
第1・第4・第10・第14シーズンに登場。19歳のバスガイド2年生。
名前の由来は初山別村の地籍・豊岬（とよさき）と、増毛町の地籍・歩古丹（あゆみこたん）。
北海道留萌振興局の交通安全啓発用横断幕にも登場しており、留萌合同庁舎前の横断歩道橋に年4回掲げられる。
南沢みるか（みなみさわ みるか）
第1・第7シーズンに登場。18歳のバス会社事務員で、休日は豊富町の牧場を手伝っている。南沢三姉妹の次女。
名前の由来は豊富町の地籍・南沢（みなみさわ）と、豊富町特産の牛乳。
千望みさき（せんぼう みさき）
第2・第10シーズンに登場。18歳の新人バスガイド。豊岬あゆみの後輩。
名前の由来は留萌市を一望する景勝地の千望台と、同じく同市の景勝地の黄金岬。
清川ありあ（きよかわ ありあ）
第2・第6・第16シーズンに登場。24歳でバス会社2年目の運転手。
名前の由来は遠別町の地籍・清川と、初山別村の地籍・有明。
南沢くるみ（みなみさわ くるみ）
第2・第9・第14シーズンに登場。20歳で和装メイド姿をした地元の温泉旅館の看板娘。南沢三姉妹の長女。
名前の由来は南沢みるかと同じく、豊富町の地籍・南沢と牛乳。
増毛智恵理（ましけ ちえり）
第3・第6・第11・第13シーズンに登場。19歳のバスガイドで、豊岬あゆみの同期。
名前の由来は増毛町と、同町の特産物であるさくらんぼ。
南沢みくる（みなみさわ みくる）
第3・第7シーズンに登場。中学2年生の14歳で、南沢三姉妹の末っ子。
名前の由来はみるか・くるみと同じく豊富町の地籍・南沢と牛乳。
暑寒ななか（しょかん ななか）
第4・第9シーズンに登場。21歳の大学生で、二百年以上続く造り酒屋の娘。
名前の由良は暑寒別岳と、増毛町の木・ナナカマド。
観音崎らいな（かんのんざき らいな）
第4・第5・第8・第10・第11・第14シーズンに登場。離島に住む中学1年生の13歳。
名前の由来は天売島の景勝地・観音崎と、羽幌沿海フェリーの高速船「さんらいなぁ」。
千鳥かずも（ちどり かずも）
第5・第10シーズンに登場。16歳の高校1年生。
名前の由来は留萌市の地籍・千鳥町と、留萌市観光協会のキャラクター「KAZUMO」。
東雲もえる（しののめ もえる）
第5・第10シーズンに登場。16歳の高校1年生。
名前の由来は留萌市の地籍・東雲町と、留萌市のコミュニティFM「エフエムもえる」。
潮しずか（うしお しずか）
第5・第8・第13シーズンに登場。年齢不詳（自称ハタチ）で、お局様的存在のバスガイド。2歳になる娘のマナがおり、第8・第13シーズンには娘とともに登場する。
名前の由来は留萌市の地籍・潮静（ちょうせい）。これを訓読みしている。
白浜ひばり（しらはま ひばり）
第5・第11・第15シーズンに登場。離島に住む7歳の小学2年生。
名前の由来は焼尻島の白浜海水浴場と、同じく雲雀ヶ丘（ひばりがおか）公園。
武蔵堆まりん（むさしたい まりん）
第6・第12シーズンに登場。ボーイッシュな15歳の中学3年生。ボクっ娘。
名前の由来は羽幌町の沖合に位置する良質な漁場の武蔵堆と、海を意味するマリン。
天羽みなと（あもう みなと）
第6・第13シーズンに登場。地元のフェリー会社に勤務する19歳の帰国子女。すぐに船酔いになるため、船は苦手。
名前の由来はかつて羽幌沿岸フェリーで天売島航路に就航していたフェリー「天羽丸」（てんぱまる）と、羽幌港。
暑寒おふゆ（しょかん おふゆ）
第7シーズンに登場。外見は銀髪の美少女だが、実は暑寒ななかの高祖母で御年108歳。
名前の由来は暑寒別岳と、増毛町の地籍・雄冬。
狩猟全般が得意で、開拓時代に鉄砲でヒグマを仕留めたという伝説を持つ。その関係から、第14シーズンでは18歳のときの弓道着姿で登場した。
海老名愛（えびな あい）
第7シーズンに登場。地元の水産高校に通う16歳の高校生。北るもい漁業協同組合のイメージキャラクター。
名前の由来は羽幌町名産の甘エビ。
小早川礼子（こばやかわ れいこ）
第8シーズンに登場。富井バス立石営業所に勤務するバスの車掌。愛称はコレ子さん。トミーテックのオリジナルキャラクターで、コラボレーションによる出演。
問寒別あおい（といかんべつ あおい）
第8・第12・第16シーズンに登場。20歳で、喫茶店のウェイトレス。南沢くるみとは親友同士。鉄子さん。
名前の由来は幌延町の地籍・問寒別と、同町特産品のブルーポピー。
佐保さん（さぼさん）とテグー
第9シーズンに登場。列車の車内販売を担当する19歳の少女。テグーは彼女の相棒のネズミ。コレ子さん同様、トミーテックのオリジナルキャラクターで、コラボレーションによる出演。
小平蘂寧楽（おびらしべ ねいら）
第9・第15シーズンに登場。17歳の高校2年生で、2時間かけてバスで通学している。
名前の由来は小平町の町名の語源「オピラシペツ」と、同町の地籍・寧楽（ねいらく）。
住之江るるも（すみのえ るるも）
第11シーズンに登場。とある行政機関に勤務する25歳。書道が得意。
名前の由来は留萌市の地籍・住之江町と、留萌市の語源「ルルモオッペ」。
第14シーズンでは15歳の高校生の姿で登場した。
霧立所長（きりたちしょちょう）
第11シーズンに登場。あゆみたちが勤務するバス会社の営業所長兼統括運行責任者。40代。
名前の由来は苫前町の地籍・霧立。
泉源てしお（いずみな てしお）
第11・第12・第13・第16シーズンに登場。あゆみたちが勤務するバス会社の広報・イベント担当。21歳。ゴスロリ調の衣装をまとい、オタク趣味を持つ自他共に認める変わり者。
名前の由来は天塩町の地籍・泉源（せんげん）。
問寒別めいりん（といかんべつ めいりん）
第12・第16シーズンに登場。問寒別あおいの妹で19歳。隣町の観光協会の事務職として勤務している。
名前の由来は幌延町の地籍・問寒別と同町に所在する名林（めいりん）公園。
築別しおみ（ちくべつ しおみ）
第12・第15シーズンに登場。19歳の大学生で、大学では北海道の歴史を専攻し、炭鉱跡や鉄道の廃線跡、代替バスの停留所の写真を撮っている。
名前の由来は羽幌町の地籍・築別および汐見より。
ソフィー・アファナシエフスカヤ
第13・第16シーズンに登場。ロシア出身で、金髪のロングヘアを持つ25歳のバスガイド。愛称は「そーやさん」「ソーニャ」。
名前の由来は幌延町と豊富町が所属する宗谷総合振興局より。
チバベリさん
第15シーズンに登場。鉄道旅やバス旅などの動画配信を生業とする本名不明、年齢不詳のお嬢さん。名前の由来は留萌市留萌村チバベリおよび市郊外に流れるチバベリ川より。
嵐山あさひ
第15シーズンに登場。私立高校に通う高校2年生で文学少女。気に入った作品に対する情熱は熱く、その作品の舞台を訪れる行動派。名前の由来は旭川市と同市の景勝地・嵐山より。

## その他
- 沿岸バスは過去にも2ちゃんねるユーザー向けのバスツアーなど様々なお遊び要素を仕掛けており、例年エイプリルフールに嘘記事を織り交ぜて発表している。
  - 1stシーズンは阪神電気鉄道（はにわっく坂神）とのコラボレーションにて発表[13][14][15][16]。
  - 2ndシーズンはキャラクターの一人清川ありあの別バージョンで「オトコの娘フリーきっぷ」のセルフパロディを実施した[17][18]。また、ジョルダンとエフエムもえる等が協賛企画を実施した。
  - 3rdシーズンは増毛智恵理のイラストで「絶対領域きっぷ」（正しくは「絶景領域」）のセルフパロディを実施した[19]。また、のりつぶしオンラインが協賛企画として、のりつぶしオロロンラインのサービスを開始した。
  - 4thシーズンは神戸新聞の「いまいち萌えない娘」とのコラボレーションで「いまいち萌えないっ娘フリーきっぷ」を発売するとした。